# Слубиця-Добра
Слубиця-Добра (пол. Słubica Dobra) — село в Польщі, у гміні Жаб'я Воля Ґродзиського повіту Мазовецького воєводства.
Населення — 80 осіб (2011).
У 1975-1998 роках село належало до Скерневицького воєводства.

## Демографія
Демографічна структура станом на 31 березня 2011 року:
|          | Загалом | Допрацездатний вік | Працездатний вік | Постпрацездатний вік |
| -------- | ------- | ------------------ | ---------------- | -------------------- |
| Чоловіки | 38      | 15                 | 21               | 2                    |
| Жінки    | 42      | 10                 | 23               | 9                    |
| Разом    | 80      | 25                 | 44               | 11                   |